# 1746 w literaturze
Wydarzenia literackie w 1746 roku.

## Proza beletrystyczna
- John Arbuthnot – Miscellanies (pośm.)
- Thomas Blacklock – Poems
- John Collier as "Tim Bobbin" – A View of the Lancashire Dialect
- William Collins – Odes
- Thomas Cooke – A Hymn to Liberty
- Zachary Grey – A Word or Two of Advice to William Warburton
- James Hervey – Meditations Among the Tombs
- Soame Jenyns – The Modern Fine Gentleman
- Pierre Louis Maupertuis – Astronomie nautique, t. 2
- Tobias Smollett – Advice
- John Upton – Critical Observations on Shakespeare
- Horace Walpole – The Beauties
- Joseph Warton – Odes on Various Subjects
- John Wesley – The Principles of a Methodist Father Explain'd
  - – Sermons on Several Occasions

## Urodzili się
- 12 stycznia – Johann Heinrich Pestalozzi, szwajcarski pisarz (zm. 1827)